# Ernst Küster
Ernst Georg Ferdinand Küster (ur. 2 listopada 1839 w Kalkofen, zm. 19 kwietnia 1930 w Berlinie) – niemiecki lekarz, chirurg.

## Życiorys
Zdał egzamin dojrzałości w Szczecinie, studiował w Bonn, Würzburgu i Berlinie. Po otrzymaniu dyplomu lekarza najpierw był asystentem Ullricha w berlińskim St. Hedwigs-Krankenhause, a następnie podjął pracę w szpitalu Bethanien jako asystent Roberta Friedricha Wilmsa. W 1875 uzyskał habilitację z chirurgii i został w 1879 ordynatorem (Leitender Arzt) w szpitalu Augusty w Berlinie. W 1890 roku został ordynatorem kliniki chirurgicznej Uniwersytetu w Marburgu. W 1907 powrócił jako chirurg (bez prawa do nauczania) do Berlina.
Küster uczestniczył w kongresie założycielskim Deutsche Gesellschaft für Chirurgie (DGCH) w 1872 roku i w 1903 został wybrany na przewodniczącego. Od 1922 był honorowym członkiem towarzystwa.

## Wybrane prace
- Fünf Jahre im Augusta-Hospital (Berlin 1877)
- Ein chirurgisches Triennium (Kassel 1881)
- Ueber Harnblasengeschwüslte und deren Behandlung (Volkmann's Samml. kl. Vortr., Nr. 267/8, 1884)
- Ueber die Cystonephrosis (D. m. W. 1888)
- Die Chirurgie der Nieren, der Harnleiter und der Nebennieren. Enke, Stuttgart 1896-1902, 2.Bd.
- Geschichte der neueren deutschen Chirurgie. Enke, Stuttgart 1915.